# Мохаммед Діб
Мохаммед Діб (араб. محمد ديب, фр. Mohammed Dib, 21 липня 1920, Тлемсен — 2 травня 2003, Ла-Сель-Сен-Клу) — алжирський письменник, автор понад 30 романів, а також численних оповідань, віршів і дитячої літератури французькою мовою. Один з найбільш плідних і відомих алжирських письменників. Його роботи охоплюють історію Алжиру XX століття, приділяючи особливу увагу в боротьбі Алжиру за незалежність.

## Біографія
Діб народився в Тлемсені, що у західному Алжирі, поблизу кордону з Марокко, в збіднілій сім'ї середнього класу. Після втрати батька, Діб в 15 років почав писати вірші. У 18 років почав працювати вчителем у сусідньому місті Уджда, Марокко. У 1920-1930-ті роки працював ткачем, вчителем, бухгалтером, перекладачем (для французьких і британських військових), а також журналістом в «Alger Républicain» і комуністичній газеті «Liberté». Протягом цього періоду також вивчав літературу в Алжирському університеті. У 1952 році, за два роки до Алжирської революції, він одружився з француженкою, вступив в Алжирську комуністичну партію і відвідав Францію. У тому ж самому році він опублікував свій перший роман «La Grande Maison» («Великий Будинок»).
У 1959 році висланий з Алжиру французькою владою за підтримку незалежності Алжиру, а також у зв'язку з успіхом його романів (у яких описувалася непросте життя алжирців під гнітом французів). Замість переїзду в Каїр за прикладом багатьох алжирських націоналістів йому допомогли залишитися у Франції. З 1967 він жив у Ла-Сель-Сен-Клу, поблизу Парижа.
З 1976—1977 Діб працював викладачем в Каліфорнійському університеті Лос-Анджелеса. Він також є професором в Сорбонні в Парижі. В наступні роки часто відвідував Фінляндію, де написав кілька своїх пізніх романів. Помер у Ла-Сель-Сен-Клу 2 травня 2003 року.

## Творчість
Його дебютний роман «Великий Будинок» («La Grande Maison») є першою частиною трилогії про велику алжирську сім'ю. Основний герой, Омар, є молодим хлопчиком, що виріс у бідності в Алжирі напередодні Другої світової війни. Друга частина, «Пожежа» («L'Incendie») видана в тому ж самому році описувала життя Омара під час другої світової війни. Заключна частина трилогії, «Ремесло ткача» («Le Métier à tisser») описує доросле життя роботяги Омара. Трилогія була частково автобіографічна. Також працював професором в Московському державному Університеті.
З 1985—1994 він пише напівавтобіографічний роман про відвідування уродженця Північної Африки північних країн, про взаємовідносини людини з північною жінкою і про відвідування їх спільної дитини батьківщини батька. Діб також допоміг перекласти на французьку мову кілька фінських книг:
- La grande maison (1952)
- L'incendie (1954)
- Café Au (1957)
- Le métier à tisser (1957)
- Baba Fekrane (1959)
- Un Éte africain (1959)
- Ombre gardienne (1961)
- Qui se souvient de la mer (1962)
- Cours sur la rive sauvage (1964)
- Le talisman (1966)
- La danse du roi (1968)
- Formulaires (1970)
- Dieu en barbarie (1970)
- Le Maitre de chasse (1973)
- L ' histoire du chat qui boude (1974)
- Omneros (1975)
- Habel (1977)
- Feu beau feu (1979)
- Mille hourras pour une gueuse (1980)
- Les terrasses d Orsol (1985)
- O vive — poèmes (1987)
- Le sommeil d Eve (1989)
- Neiges de Marbre (1990)
- Le Désert sans détour (1992)
- L infante Maure (1994)
- L'arbre à dires (1998)
- L'enfant-Jazz (1998)
- Le Cœur insulaire (2000)
- The Savage Night (2001) (trans. by C. Dickson)
- Comme un bruit d abeilles (2001)
- L. A. Trip (2003)
- Simorgh (2003)
- Laezza (2006)